# Attacus
Attacus – rodzaj motyli z rodziny pawicowatych (Saturniidae).

## Gatunki
- Attacus atlas (Carl Linnaeus, 1758)
- Attacus aurantiacus (W. Rothschild, 1895)
- Attacus caesar (Maassen, 1873)
- Attacus crameri (C. Felder, 1861)
- Attacus dohertyi (W. Rothschild, 1895)
- Attacus erebus (Fruhstorfer, 1904)
- Attacus inopinatus (Jurriaanse & Lindemans, 1920)
- Attacus intermedius (Jurriaanse & Lindemans, 1920)
- Attacus lemairei (Peigler, 1985)
- Attacus lorquinii (C. & R. Felder, 1861)
- Attacus mcmulleni (Watson, 1914)
- Attacus paraliae (Peigler, 1985)
- Attacus paukstadtorum (Brechlin, 2010)
- Attacus philippina (Bouvier, 1930)
- Attacus selayarensis (Naumann & Peigler, 2010)
- Attacus siriae (Brechlin & van Schayck, 2016)
- Attacus suparmani (U. & L. Paukstadt, 2002)
- Attacus taprobanis (Moore, 1882)
- Attacus wardi (W. Rothschild, 1910)